# Rodrigue Kossi Fiogbé
 (août 2025).
Rodrigue Kossi Fiogbé est un footballeur béninois né le 31 décembre 1999. Il évolue au poste de milieu défensif au Club africain.

## Biographie

### En sélection
Le 24 mars 2019, il figure pour la première fois sur le banc des remplaçants de l'équipe nationale, mais sans entrer en jeu, lors d'une rencontre face au Togo. Ce match gagné 2-1 rentre dans le cadre des éliminatoires de la Coupe d'Afrique des nations 2019.
Quelques mois plus tard, il est retenu par le sélectionneur Michel Dussuyer afin de participer à la phase finale de la Coupe d'Afrique des nations organisée en Égypte. Lors de cette compétition, il doit se contenter du banc des remplaçants. Le Bénin s'incline en quart de finale face au Sénégal, après avoir éliminé le Maroc à la surprise générale.
Kossi Fiogbé reçoit finalement sa première sélection en équipe du Bénin le 6 septembre 2019, en amical contre le Côte d'Ivoire. Il se met immédiatement en évidence en inscrivant un but, permettant à son équipe de l'emporter 1-2 à l'extérieur.

## Palmarès
Club africain
- Coupe de Tunisie (1) :
  - Vainqueur : 2018.